# Приграничное сражение (1914)
Приграни́чное сраже́ние (7 августа 1914 — 25 августа 1914) — одно из крупнейших сражений Первой мировой войны, в котором с обеих сторон участвовало около 3 000 000 человек. Завершилось победой германской армии, которая в ожесточённых встречных боях смогла нанести ряд ощутимых поражений войскам Антанты. Германские войска, проведя ряд успешных операций в Арденнах, Лотарингии, Эльзасе и Бельгии, сумели оттеснить союзные войска (в основном французские) на территорию Франции и продолжили наступление в направлении Парижа. Однако после этих успехов германским войскам, несмотря на превосходство в силах и благоприятное оперативное положение, не удалось разгромить французские армии.

## Предыстория
В первые дни Первой мировой войны, германская армия повела решительное наступление на Западном фронте. Нарушив нейтралитет Люксембурга и Бельгии, германские войска вторглись на территорию этих стран.
4 августа между германскими войсками и бельгийской армией начались бои на территории Бельгии. 6 августа начался штурм бельгийской крепости Льеж. В ходе этих боев германская армия понесла значительные потери и прекратила своё наступление к франко-бельгийской границе. Героические усилия бельгийских войск сорвали планы германского командования быстрыми темпами вступить на территорию Франции.
Также это дало время британским войскам высадиться во французских портах и присоединиться к войскам союзников.
Во французском генеральном штабе, по мере приближения войны, нарушение бельгийского нейтралитета германской армией считалось все более и более вероятным. Поэтому в разрабатываемых планах развертывания всегда учитывалась такая возможность. Однако в условиях начавшейся войны, французское командование не было окончательно уверено, что германцы наступают именно через Бельгию. У французского правительства имелось опасение, что германское командование пытается спровоцировать Францию на нарушение нейтралитета Бельгии. Поэтому французский военный министр запретил всем французским войскам переходить бельгийскую границу и всем летчикам летать над бельгийской территорией.
Только 4 августа, когда стало известно о вторжении германских армий в Бельгию и бельгийское правительство выразило согласие взаимодействовать с французскими войсками, французским войскам было разрешено действовать на территории Бельгии.
К 8 августа французская разведка докладывала о том, что главные силы германцев сосредоточены в районе Меца, в Лотарингии. На основании этих данных и с учетом сопротивления Льежа, ни один форт которого ещё не был потерян, командующий французской армией генерал Жозеф Жоффр отдал приказ об общем наступлении французской армии.
Новые разведывательные сведения, полученные французским штабом к 13 августа, показывали, что главные силы германцев располагаются не в районе Меца, как предполагали раньше, а значительно севернее. Однако Жоффр все ещё считал, что германская армия не будет наступать через Бельгию.
После кровопролитных боев 16 августа Льеж пал, германские войска начали форсирование Мааса. Бельгийская армия с боями отступала к Антверпену. 20 августа германская армия заняла столицу Бельгии — Брюссель. После этого, германские войска вышли к франко-бельгийской границе.

## Планирование операции

### План Германии
Согласно германскому плану войны, разработанному начальником Генерального Штаба германской армии Шлиффеном ещё в 1905 году, германская армия в предстоящей войне должна провести блицкриг, используя территорию Бельгии для обхода основных оборонительных рубежей французов и охвата французской армии с фланга. В итоге Германское командование планировало нанести сокрушительный удар по Франции через территорию Бельгии. Однако несмотря на то, что всё основное внимание германского командования было приковано к вторжению в Бельгию, германцы принимали все меры для того, чтобы не дать французской армии, наступавшей в Эльзас-Лотарингии, захватить этот регион.

### План Союзников
Перед войной французское командование, считая, что из-за растянутости коммуникаций и ограниченности сил Германия не посмеет нанести главный удар через Бельгию по северу Франции, решило, что основные боевые действия развернутся в Арденнах, Эльзасе и Лотарингии и, оставив всю франко-бельгийскую границу без защиты, сосредоточило все свои силы на восточной границе Франции, намереваясь там разбить германские армии.
У Франции также был план ведения боевых действий против Германии, разработанный до войны, он назывался «План № 17». Этот план предполагал мощное наступление французской армии в Эльзасе и Лотарингии и быстрый захват этих территорий, утраченных Францией после франко-прусской войны. Французское командование не ожидало, что германская армия будет использовать территорию нейтральной Бельгии для вторжения во Францию.

## Силы сторон и развёртывание войск

### Германия
Для реализации плана Шлиффена по быстрому разгрому Франции Германия сосредоточила на границе с Францией, Бельгией и Люксембургом значительные военные силы: были развёрнуты семь армий (1-я — 7-я, 86 пехотных и 10 кавалерийских дивизий, до 5 тыс. орудий) численностью около 1 млн. 600 тыс. человек под командованием императора Вильгельма II.
Германским войскам противостояли французские, бельгийские и британские войска. Французская армия была развёрнута в составе пяти армий и одного кавалерийского корпуса, при 4000 орудиях. Численность французских войск составляла 1 300 000 человек. В связи с наступлением германской армии через территорию Бельгии на Париж, французскому командованию пришлось отказаться от предусмотренного перед войной «плана № 17», который предполагал захват Эльзаса и Лотарингии. В связи с этим окончательные районы расположения французских армий и их состав в конце августа значительно отличались от намеченных мобилизационным «планом № 17».

### Союзники
Французские силы насчитывали пять армий (1-я — 5-я, 76 пехотных и 10 кавалерийских дивизий, более 4 тыс. орудий) под командованием генерала Жозефа Жоффра. Бельгийская армия (шесть пехотных и одна кавалерийская дивизия, 312 орудий) численностью 117 тыс. человек под командованием короля Альберта I. Британская экспедиционная армия (4 пехотных и 1,5 кавалерийских дивизии, 328 орудий) численностью 87 тыс. человек под командованием фельдмаршала Джона Френча.

## Ход сражения

### Начальный этап

#### Битва при Мюльхаузене
7 августа 1914 года, французские войска перешли франко-германскую границу и вторглись на территорию Германской империи. Было важно как можно скорее вступить на земли Эльзаса и Лотарингии, отторгнутые некогда Германией от Франции. Это произвело бы большой моральный эффект, подняло бы дух французских войск перед началом решающих сражений.
7 августа завязались первые бои Приграничного сражения, к 8 августа наступавшим французским частям удалось отбросить германские войска за Рейн и захватить Мюльхаузен, в Эльзасе. Во Франции все считали, что началось освобождение исконных французских земель от германского владычества. Однако прибывшие германские подкрепления 9 августа неожиданно для французов перешли в наступление и оттеснили французские войска к границе.

#### Битва за Лотарингию
Наступление французов более крупными силами (шесть с половиной корпусов, три резервные и три кавалерийские дивизии 1-й и 2-й армий) началось 14 августа в общем направлении на Саарбург в Лотарингии. Германские войска здесь имели пять корпусов и три кавалерийские дивизии 6-й германской армии. С утра 15 августа и на правом фланге 1-й армии французы предприняли новое наступление более крупными силами, образовав для этого специальную Эльзасскую армию.
Так как к этому времени уже окончательно стало ясно намерение германского командования наступать через Бельгию, то целью новой операции французов в Верхнем Эльзасе было приковать к этому району как можно большее количество германских войск и не позволить перебрасывать их на усиление северного германского крыла.
2-я французская армия и части 1-й армии, медленно наступали с незначительными боями и к 18 августа — 20 августа заняли Саарбург, Шато-Сален и другие селения. К 19 августа на правом фланге Эльзасской армии французам также вновь удалось занять район Мюльхаузена, так как большая часть германских сил к этому времени была передвинута из Мюльхаузена к северу.
Хотя тактически Лотарингская операция окончилась полной победой германских войск, в стратегическом плане её результаты были неоднозначными. Немцы отбросили 1-ю и 2-ю французские армии на запад, чем помогли французам консолидировать фронт своих войск на западном театре военных действий.

### Финальный этап

#### Обстановка перед решающими боями
Далее, после завершения активных действий в Лотарингии основные события происходили на франко-бельгийской границе. К 20 августа здесь сосредоточились: главная группировка германских сил и французские армии левого крыла.
1-я германская армия вышла на линию Вольфертгем, западнее Брюсселя, Ватерлоо (3-й резервный корпус этой армии был оставлен для блокировки бельгийской армии в Антверпене) ; 2-я германская армия — юго-восточнее 1-й до Намюра; 3-я армия подошла к реке Маас на участке Намюр — Бельгия; 4-я германская армия вышла на рубеж Бастонь, Аттер; 5-я армия достигла линии Эталь — Лонгви — Арсвейлер. Всего в пяти германских армиях наступали 17 армейских корпусов и 7 кавалерийских дивизий. За ними двигались ещё 5 резервных корпусов, которые могли в течение ближайших 2-3 дней также принять участие в сражении.
Французские армии занимали следующее положение: 3-я армия находилась на линии Этен, Жамец, северо-восточнее Вердена; 4-я армия занимала широкий фронт от Монмеди до Мезьера; 5-я армия заняла указанное ей расположение между реками Самброй и Маасом и в треугольнике Динан — Намюр — Шарлеруа. Кавалерийский корпус в составе трех дивизий находился на левом берегу Самбры западнее Шарлеруа. Между 4-й и 5-й армиями имелся промежуток в 50 км, прикрытый слабыми силами, оборонявшими переправы через реку Маас.
Далее от Валансьена на северо-запад до морского побережья четыре территориальные дивизии под командованием генерала Амада имели задачу преградить путь германской кавалерии на французскую территорию.
Английская армия закончила своё сосредоточение южнее Мобёжа и собиралась выдвигаться к Монсу.
Правый фланг всей главной группировки англо-французских войск прикрывала Лотарингская армия под командованием генерала Монури, образованная к 21 августа в составе семи резервных дивизий. Она располагалась восточнее Вердена, в районе Маасских высот.
Всего в группировке союзных войск 22,5 корпуса и 7,5 кавалерийских дивизий. Силы сторон к началу решающих боёв на франко-бельгийской границе были практически равны.
К 20 августа силы противников полностью были развернуты. В связи с этим командующие войсками отдают оперативные директивы своим армиям.
Германское командование приняло решение активными действиями 1-й, 2-й и 3-й армий охватить и разгромить главные французские силы, 4-я и 5-я армия должны были действовать в зависимости от обстановки — наступать или обороняться.
Французское командование также приняло решение о переходе в активное наступление 3-й и 4-й армий, остальные силы должны были прикрывать фланги и наносить вспомогательные удары.

#### Битва при Арденнах
Осуществляя приказы командования, противоборствующие войска двигались навстречу друг другу. В результате этого с 21 августа завязались ожесточённые встречные бои.
В Арденнах боевые действия происходили между 3-й и 4-й французскими армиями и 4-й и 5-й германскими армиями. Наиболее ожесточенные сражения развернулись в двух оперативных районах: у Лонгви и на реке Семуа. Бои у Лонгви завязались с 22 августа, в этих боях 3-я французская армия была разбита 5-й германской армией и с 25 августа начала отход на линию Монмеди и южнее. Вследствие утомленности и расстройства войск обеих сторон бои с 26 августа приостановились. На реке Семуа бои между 4-й французской и 4-й германской армиями также начались с 22 августа, несмотря на преимущество, 4-я французская армия понесла тяжелые потери в людях и материальной части и отошла в исходное положение за реку Семуа, а 24 августа на реку Маас.
В целом французские войска в результате операции потерпели полное тактическое поражение, понесли тяжелейшие потери и были оттеснены к западу от реки Маас.

#### Битва при Шарлеруа
Также ожесточенные бои развернулись в междуречье Самбры и Мааса у бельгийского города Шарлеруа. Здесь 5-я французская армия противостояла 2-й и 3-й германским армиям. 21 августа части 2-й германской армии захватили несколько переправ на Самбре и 22 августа форсировали её крупными силами. Затем развернулись ожесточенные бои, сначала французы попытались перейти в наступление, затем немцы атаковали ряд переправ на Маасе, но эти действия не принесли результатов атаковавшим.
Однако 23 августа части 3-й германской армии захватили на Маасе некоторые переправы южнее Намюра и переправились на левый берег Мааса у Динана. Это создало угрозу 5-й французской армии, и 23 августа она начала отход, за ней почти без боев следовали германские войска.

#### Битва при Монсе
На левом фланге фронта также произошли столкновения, между частями 1-й германской армии и английскими войсками. Согласно директиве союзного командования, закончив сосредоточение в районе Мобёжа, английская армия, под командованием Джона Френча выдвинулась в направлении Монса.
Однако 23 августа, германские войска тоже подошли к этому рубежу, форсировали имевшийся здесь канал и заняли Монс. Англичане под натиском превосходящего их противника с утра 24 августа начали отход и к 25 августа отошли на линию Камбре, Ле-Като.

### Окончание сражения
В Эльзасе и Лотарингии, на Саарбургском и Страсбургском направлении, с 20 по 28 августа германцы силами 6-й и 7-й армий атаковали французские войска и отбросили их в исходное положение. Французская армия оставила все территории, которые захватила в ходе Лотарингской операции. К концу августа в связи со сложившейся для французов тяжелой обстановкой на бельгийской границе французы оставили район Мюльхаузена. Эльзасская армия была расформирована и её части переброшены на другие участки фронта. После этого в Эльзасе и Лотарингии велись бои местного характера, которые не оказывали существенного влияния на общий ход борьбы.

## Итоги

### Итоги боя
К 25 августа Приграничное сражение можно считать оконченным, так как с этого времени французское командование изменяет свои стратегические цели и осуществляет стратегическое отступление всей своей северной группировки, чтобы с нового рубежа возобновить наступление.
В результате Приграничного сражения стратегическая обстановка на Западном фронте резко изменилась. Французские армии на всем фронте северо-западнее Вердена вынуждены были отходить, чтобы собраться с силами.
Союзники потерпели тяжелое поражение, генерал Жоффр писал:

Приграничное сражение кончилось неудачей— 
 Поражение французских армий в Приграничном сражении и их последующий отход создали непосредственную угрозу Парижу, что вызвало тяжелое впечатление в общественных кругах Франции. 2 сентября французское правительство покинуло Париж и перебралось в Бордо.

### Военные итоги
Антанта понесла значительные потери в Приграничном сражении. Французская армия потеряла 260 000 человек убитыми, ранеными и пленными. Английские войска потеряли 4200 человек убитыми, ранеными и пленными, бельгийские потери составили 480 человек. Германская армия потеряла 165 000 человек убитыми, ранеными и пленными.
Причиной поражения французов в Приграничном сражении было недостаточно искусное использование войск. Командование при постановке задач исходило из ложных предположений о намерениях и группировке противника. В результате этого происходили внезапные столкновения с противником. Особое значение имели действия конницы.
Германские войска также наступали без должной разведки, действовали вяло и вместо стремительного преследования французов лишь следовали за ними. Германцы не сумели ни на одном участке воспользоваться благоприятно сложившейся для них обстановкой.
Однако в то время как во французской армии сделали для себя из Приграничного сражения поучительные стратегические и тактические выводы, командование германской армии, переоценив свои успехи, считало, что французская армия уже разгромлена и исход войны предрешен. Считая, что цели войны на Западе достигнуты, германское командование решило приступить к переброске войск на Восток, что предусматривалось планом войны. К этому побуждало также и сложившееся положение в Восточной Пруссии, где у Гумбиннена российские войска нанесли серьёзное поражение 8-й германской армии и добились крупных успехов.
Все эти факторы, последующие директивы французского командования, а также умелое отступление войск союзников позволило им закрепиться на Марне и в конечном итоге одержать важнейшую победу над германскими войсками, остановив их продвижение к Парижу.